# Guillermo Sanguinetti
Guillermo Oscar Sanguinetti Giordano conocido también como El Topo (Montevideo, Uruguay, 21 de junio de 1966) es un exfutbolista y entrenador uruguayo de fútbol. Jugaba de lateral derecho o centrocampista. Histórico de Gimnasia y Esgrima La Plata donde es el jugador con más presencias. Además en muchas ocasiones jugó para la selección uruguaya. El Topo se despidió del fútbol a los 37 años. Actualmente se desempeña como director técnico de Técnico Universitario de la Serie A de Ecuador.

## Trayectoria
Con 383 partidos en Argentina y 18 a nivel internacional, se convirtió en el jugador con más presencias en la historia de Gimnasia y Esgrima La Plata y en un símbolo del club platense. La gente lo ovacionó en su último partido contra Huracán, y él respondió con una inscripción en la camiseta a modo de homenaje: «De Topo a Lobo en 12 años». En su paso por el club anotó 30 goles.

### Como entrenador
El 3 de enero de 2008 volvió a Gimnasia como director técnico, de la mano del nuevo presidente Walter Gisande. Dirigió al equipo en 28 partidos oficiales del fútbol argentino, con 6 triunfos, 9 empates y 13 derrotas.
El 13 de agosto de 2009 asumió como DT de Cerro. Ocupó el cargo hasta el 2 de diciembre del mismo año. Para 8 de diciembre de 2010 pasó a Sportivo Luqueño de la Primera División de Paraguay. Ahí estuvo hasta el 22 de febrero de 2011.
A mitad de 2012 fue designado entrenador del Bella Vista de su país, en sustitución de Diego Alonso. Logró ubicarse en los primeros lugares de la tabla del Torneo Apertura, dejando a su equipo en 5ª posición con 17 puntos en 11 fechas (a pesar de que se le adeudan los salarios a futbolistas y cuerpo técnico).
Sanguinetti abandonó Bella vista para entrenar al Cúcuta Deportivo de Colombia, que peleaba por mantenerse en la primera división de la liga Colombiana. El nombre de Guillermo Sanguinetti se metió en la historia del fútbol colombiano. Se convirtió en héroe al confirmar al Cúcuta Deportivo en la Primera División, dejando al América de Cali un año más en la B, prolongando la agonía de uno de los grandes de Colombia. Finalmente el 2 de julio de 2013, Sanguinetti renunció al Cúcuta Deportivo tras la falta de garantías para armar un equipo competitivo.
En noviembre del mismo año fue contratado por el club peruano Alianza Lima para la campaña del 2014. Ese mismo año logró ganar la copa nacional llamada Torneo del Inca, ya que en Perú ese año jugaron primero la copa como antesala a la liga. Pese a no salir campeón nacional, se le renovó el contrato para todo el 2015. El 18 de mayo de 2015, oficializó su renuncia debido a que no estaba consiguiendo los resultados deseados y que no podía alcanzar una regularidad con su equipo.
El 14 de marzo de 2016, fue contratado por el Club Deportivo River Ecuador para disputar el Campeonato Ecuatoriano. Ocupó el cargo hasta el 8 de noviembre de 2016 logrando mantener al equipo en primera división.
En 2017 con Delfín Sporting Club se consagró ganador de la primera etapa de la Serie A de Ecuador, siendo su equipo la sorpresa y la revelación del torneo al finalizar la primera etapa del campeonato Ecuatoriano; de 22 encuentros jugados, solo perdió en la última fecha, cuando ya se había consagrado campeón de la primera etapa. Logró una histórica victoria de visita el 30 de agosto de 2017, frente al actual campeón del fútbol peruano  Alianza Lima en condición de visita. Logró clasificar al equipo por primera vez a la Copa Libertadores de América. 
En 2018, luego de ser despedido de Delfín, pasó a dirigir al Deportivo Cuenca, pero luego de cinco semanas al mando, el 11 de junio decidió dejar el Deportivo Cuenca para dirigir el club Santa Fe de Colombia. El 12 de junio de 2018, asumió como DT de Santa Fe, teniendo un muy buen semestre en dicho equipo. El 9 de febrero de 2019 tras las primeras 4 fechas del campeonato fue despedido tras la derrota con Deportes Tolima. 
En agosto de 2019, retornó al fútbol colombiano para dirigir al Cúcuta Deportivo. Por segunda vez, salvó la categoría y clasificó para el octogonal final por el campeonato.

## Clubes

### Como jugador
| Club                 | País                | Año                 | Partidos | Goles |
| -------------------- | ------------------- | ------------------- | -------- | ----- |
| Nacional             | Uruguay             | 1985                | 55       | 4     |
| Central Español      | Uruguay             | 1986                | 20       | 0     |
| Montevideo Wanderers | Uruguay             | 1987 - 1988         | 80       | 2     |
| Sud América          | Uruguay             | 1989                | 20       | 0     |
| Racing de Montevideo | Uruguay             | 1990 - 1991         | 55       | 1     |
| Gimnasia (LP)        | Argentina           | 1991 - 2003         | 403      | 32    |
| Total clubes         | Total clubes        | Total clubes        | 633      | 39    |
| Selección Absoluta   | Uruguay             | 1994 - 2002         | 22       | 1     |
| Total en su carrera  | Total en su carrera | Total en su carrera | 655      | 40    |

### Como asistente
| Club           | País      | Año       | Asistente de   |
| -------------- | --------- | --------- | -------------- |
| Olimpo         | Argentina | 2004-2005 | Gregorio Pérez |
| Argentinos Jrs | Argentina | 2005-2006 | Gregorio Pérez |
| Peñarol        | Uruguay   | 2006-2007 | Gregorio Pérez |

### Como entrenador
| Club                        | País      | Año         | Partidos dirgidos |
| --------------------------- | --------- | ----------- | ----------------- |
| Gimnasia y Esgrima La Plata | Argentina | 2008        | 28                |
| Cerro                       | Uruguay   | 2009        | 12                |
| Sportivo Luqueño            | Paraguay  | 2011        | 5                 |
| Bella Vista                 | Uruguay   | 2012        | 11                |
| Cúcuta Deportivo            | Colombia  | 2013        | 28                |
| Alianza Lima                | Perú      | 2014 - 2015 | 66                |
| Guayaquil City              | Ecuador   | 2016        | 33                |
| Delfín                      | Ecuador   | 2017 - 2018 | 58                |
| Deportivo Cuenca            | Ecuador   | 2018        | 8                 |
| Santa Fe                    | Colombia  | 2018 - 2019 | 37                |
| Cúcuta Deportivo            | Colombia  | 2019        | 21                |
| Atlético Bucaramanga        | Colombia  | 2020 - 2021 | 26                |
| Deportivo Cuenca            | Ecuador   | 2021        | 16                |
| Delfín                      | Ecuador   | 2022        | 27                |
| Sport Boys                  | Perú      | 2023        | 12                |

## Estadistícas como entrenador
Actualizado al último partido dirigido con Sport Boys en mayo de 2023.
| Equipo                          | Torneo            | Partidos | Partidos | Partidos | Partidos | Partidos |
| Equipo                          | Torneo            | PJ       | PG       | PE       | PP       | EFECT    |
| ------------------------------- | ----------------- | -------- | -------- | -------- | -------- | -------- |
| Gimnasia (LP) Argentina         |                   |          |          |          |          |          |
| Liga 2008                       | 28                | 6        | 9        | 13       | 32,14%   |          |
| Total club                      | 28                | 6        | 9        | 13       | 32,14%   |          |
| Cerro · Uruguay                 |                   |          |          |          |          |          |
| Liga 2009                       | 12                | 2        | 2        | 8        | 22,22%   |          |
| Total club                      | 12                | 2        | 2        | 8        | 22,22%   |          |
| Sportivo Luqueño Paraguay       |                   |          |          |          |          |          |
| Liga 2011                       | 5                 | 1        | 1        | 3        | 26,67%   |          |
| Total club                      | 5                 | 1        | 1        | 3        | 26,67%   |          |
| Bella Vista · Uruguay           |                   |          |          |          |          |          |
| Liga 2012                       | 11                | 3        | 2        | 6        | 33,33%   |          |
| Total club                      | 11                | 3        | 2        | 6        | 33,33%   |          |
| Alianza Lima · Perú             |                   |          |          |          |          |          |
| Liga 2014                       | 30                | 14       | 10       | 6        | 57,78%   |          |
| Torneo del Inca 2014            | 15                | 7        | 7        | 1        | 62,22%   |          |
| Copa Sudamericana 2014          | 2                 | 0        | 1        | 1        | 16,67%   |          |
| Liga 2015                       | 6                 | 2        | 2        | 2        | 44,44%   |          |
| Torneo del Inca 2015            | 11                | 6        | 2        | 3        | 60,61%   |          |
| Copa Libertadores 2015          | 2                 | 0        | 1        | 1        | 16,67%   |          |
| Total club                      | 66                | 29       | 23       | 14       | 55,56%   |          |
| River Ecuador · Ecuador         |                   |          |          |          |          |          |
| Liga 2016                       | 33                | 14       | 5        | 14       | 47,48%   |          |
| Total club                      | 33                | 14       | 5        | 14       | 47,48%   |          |
| Delfín · Ecuador                |                   |          |          |          |          |          |
| Liga 2017                       | 46                | 22       | 18       | 6        | 60,87%   |          |
| Liga 2018                       | 9                 | 4        | 1        | 4        | 48,15%   |          |
| Copa Libertadores 2018          | 3                 | 1        | 1        | 1        | 44,44%   |          |
| Liga 2022                       | 22                | 8        | 5        | 9        | 43,93%   |          |
| Copa Ecuador 2022               | 3                 | 2        | 0        | 1        | 66,66%   |          |
| Copa Sudamericana 2022          | 2                 | 0        | 1        | 1        | 16,66%   |          |
| Total club                      | 85                | 37       | 26       | 22       | 53,72%   |          |
| Deportivo Cuenca · Ecuador      |                   |          |          |          |          |          |
| Liga 2018                       | 8                 | 1        | 4        | 3        | 29,17%   |          |
| Liga 2021                       | 16                | 4        | 5        | 7        | 35,41%   |          |
| Total club                      | 24                | 5        | 9        | 10       | 33,33%   |          |
| Santa Fe · Colombia             |                   |          |          |          |          |          |
| Liga 2018                       | 21                | 9        | 7        | 5        | 53,97%   |          |
| Copa Colombia 2018              | 4                 | 1        | 3        | 0        | 50%      |          |
| Copa Sudamericana 2018          | 8                 | 2        | 4        | 2        | 41,67%   |          |
| Liga 2019                       | 4                 | 0        | 2        | 2        | 16,67%   |          |
| Total club                      | 37                | 12       | 16       | 9        | 46,85%   |          |
| Cúcuta Deportivo · Colombia     |                   |          |          |          |          |          |
| Liga 2013                       | 18                | 6        | 5        | 7        | 42,60%   |          |
| Copa Colombia 2013              | 10                | 4        | 1        | 5        | 43,33%   |          |
| Liga 2019                       | 21                | 8        | 5        | 8        | 46,03%   |          |
| Total club                      | 49                | 18       | 11       | 20       | 44,22%   |          |
| Atlético Bucaramanga · Colombia |                   |          |          |          |          |          |
| Liga 2020                       | 18                | 6        | 5        | 7        | 42,60%   |          |
| Copa Colombia 2020              | 2                 | 1        | 0        | 1        | 50%      |          |
| Liga 2021                       | 6                 | 1        | 2        | 3        | 27,77%   |          |
| Total club                      | 26                | 8        | 7        | 11       | 39,74%   |          |
| Sport Boys · Perú               |                   |          |          |          |          |          |
| Liga 2023                       | 12                | 2        | 2        | 8        | 25%      |          |
| Total club                      | 12                | 2        | 2        | 8        | 25%      |          |
| Consolidado Total               | Consolidado Total | 367      | 129      | 108      | 130      | 44,95%   |

## Palmarés

### Como jugador
| Título                    | Club                        | País      | Año  |
| ------------------------- | --------------------------- | --------- | ---- |
| Copa Centenario de la AFA | Gimnasia y Esgrima La Plata | Argentina | 1993 |

### Como entrenador
| Título          | Club         | País | Año  |
| --------------- | ------------ | ---- | ---- |
| Torneo del Inca | Alianza Lima | Lima | 2014 |